# Rewa
|  | Aquest article tracta sobre sobre el principat de Rewa al Baghelkhand. Si cerqueu el riu Rewa, vegeu «Narmada». |

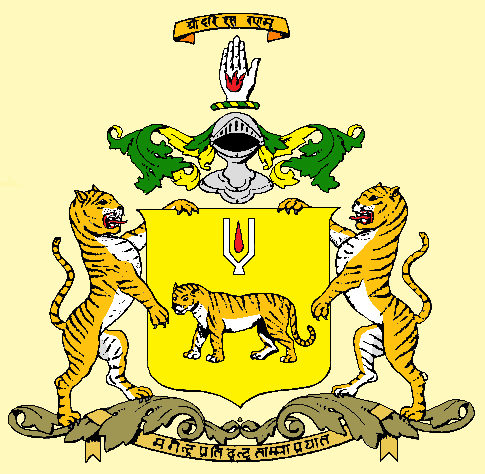
Escut

Rewa o Rewah (també Riwa) fou un estat tributari protegit de l'agència del Baghelkhand (1862-1871 a l'agència de Bundelkhand, i des de 1933 a la residència d'Indore) amb una superfície aproximada estimada de prop de 26.000 km² (1881) o 33.500 km² (1901).

## Geografia
Està dividit en dues parts per la serra de Kaimur; la capital Rewa (ciutat) es troba al nord que és una plana al·luvial de 9.785 km²; la part sud és una successió de serres paral·leles tancant valls fondes, cobertes de densa jungla. Rius destacats són el Tons i el Son. El límit nord està format per una branca oriental del Kaimur (braç de la serralada de Panna, localment Binj Pahar) coneguda localment com a Khainjua; el sud-est hi ha les muntanyes Maikala amb el sagrat mont Amarkantak.

## Govern i administració
Els sobirans són baghel rajputs descendents del clan solanki que va governar Gujarat del segle X al XIII. Eren sobirans de primera classe i portaven el títol de maharajas, i des de 1930 Maharajadhirajas (Samrajya Maharajadhiraja Bandhresh Shri Maharaja). Estaven assistits de dos comissionats, un per matèries fiscals i un per les judicials. Els departaments de govern eren: executiu, judicial, duanes, policia, obres públiques, medicina, educació i boscos. Al final del segle XIX el maharajà tenia salutació de 17 canonades i va restar amb aquest nombre fins a la desaparició.
A efectes administratius l'estat estava dividit en el set tahsils assenyalats abans, quatre al nord de la serra de Kaimur (Huzur, Raghurajnagar o Satna, Teonthar i Mauganj) i la resta al sud, cadascun governat per un tahsildar.

## Història
Vyaghra Deo o Byagh Deo, germà del raja de Gujarat, es va traslladar al nord de l'Índia a la meitat del segle XIII, es va apoderar del fort de Marfa a uns 30 km al nord de Kalinjar i de territoris entre Kalpi i Chandalgarh, es va casar amb la filla del raja de Pirhawan. El seu fill Karan Deo es va casar a una princesa kalachuri (Haibiaya) de Mandla i va rebre en dot el fort de Bandhogarh, el qual fins a la seva destrucció per Akbar el 1597 fou la capital de les possessions bagheles. La nissaga de Rewa té molt pocs registres antic i els que té són una confusió de fets recopilats amb posterioritats que confon persones i dates de manera que no poden ser considerats; fins que no entren en joc els historiadors musulmans no es poden connectar fets i persones amb certa seguretat.
El 1298 Karan Deo, el darrer raja baghela de Gujarat fou expulsat d'aquest territori per Ulugh Khan sota ordes del sultà de Delhi Ala al-Din Muhammad Shah I Khalji (1296-1316). Aquest desastre va causar una considerable emigració de bagheles cap a Bandhogarh. Fins al segle XV els bagheles van estar ocupats en estendre les seves possessions i tenien poca importància per atreure l'atenció de Delhi. El [1488] el raja baghela de Panna va ajudar a Husayn Shah Sharki de Jaunpur quan era perseguit per Bahlul Shah Lodi. El 1494 Sikandar Lodi va avançar contra Raja Bhaira o Raja Bhira de "Panna" (possible error del copista), que havia capturat a Mubarak Khan, governador de Jaunpur. El raja fou derrotat i va morir durant la seva retirada, mentre Sikandar va continuar fins a Paphund, 30 km al nord de la capital Bandhogarh. El 1498-1489 Sikandar Lodi va atacar al fill i successor de Raja Bhira, Salivahan, que havia refusat donar-li la seva filla en matrimoni. Un intent de capturar el fort de Bandhogarh va fallar i Sikandar es va haver d'acontentar a saquejar el territori fins a Banda.
Salivahan fou succeït per Veer o Bir Singh Deo, fundador de Birsinghpur, que al seu torn fou succeït pel seu fill Virbhan o Birbhan Singh que havia viscut un temps a la cort de Sikandar Lodi a Delhi i que hauria donat asil a la família d'Humayun quan aquest va haver de fugir a Pèrsia. A la seva mort un fill, Thakur Nadbhani (Horil Deo) va rebre el feu de Beerha i a Bandhogarh el va seguir Ram Chandra (1555-1592), contemporani d'Akbar i molt anomenat pels historiadors musulmans. Akbar assabentat que Birbhan tenia a la cort un músic extraordinari de nom Tan Sen, va cridar a aquest a Delhi. Tan Sen és considerat el millor músic indi de tots els temps. Ram Chandra repetidament va refusar anar a la cort de Delhi fins que el 1584, sota consell del seu propi fill Birbhadra, llavors a Delhi, dos nobles, Raja Birbhal i Zain Khan Koka, van portar al músic a la cort i allí Ten Sen fou rebut amb tots els honors per l'emperador.
Ram Chandra va morir el 1592 i el va succeir Birbhadra, que va morir a Bandhogarh a l'any següent de la caiguda d'un palanquí. Va pujar al tron el seu fill menor d'edat, Vikramaditya, el que va ocasionar conflictes: maharaja Duryodhan Singh devia governar com a regent (1593-1618) i quan es va casar amb una filla natural del raja de Bhadawar van esclatar disturbis. Akbar va intervenir, va capturar i desmantel·lar Bandhogarh el 1597, després d'un setge de 8 mesos. Vikramaditya es diu que va fundar Rewa (ciutat) el 1618 però en realitat només hauria construït alguns palaus i altres edificis que la van fer important, perquè Rewa com a ciutat ja existia almenys des del 1554 quan va estar en mans de Jalal Khan fill de Sher Shah Suri. Amar Singh fill de Vikramaditya va governar després (1630-1643) va seguir el seu fill Anup Singh (1643-60) que fou expulsat de Rewah per Pahar Singh Bundela d'Orchha. El 1658 Anup Singh es va presentar a Delhi i es va sotmetre i se li van retornar el fort de Bandhu i territoris dependents. Va seguir el seu fill Bhao Singh (1660-1690).
El raja Anirudh Singh (1690-1700) fou assassinat pels thakurs sengars de Mauganj, deixant un fill menor de nom Avdhut Singh (1700-1755). En aquest temps l'estat fou envaït per Hirde Sah de Panna, que va ocupar Rewa; el raja va haver de fugir cap a Partabgarh a l'Oudh. Posteriorment, amb suport imperial, va poder recuperar el tron. El fill d'Avdhut, Anirudh Singh, va tenir un llarg regnat entre 1755 i 1809; el 1803, després del tractat de Bassein, els britànics van fer obertures per una aliança amb el sobirà de Rewa, que la va rebutjar.
El 1812, ja governant Jai Sing (1809-1835) fill d'Ajit Singh, una banda de pindaris va assolar Mirzapur al territori de Rewah; el sobirà va poder rebutjar o almenys contenir l'atac però va accedir a un tractat d'aliança amb els britànics que es va signar el 5 d'octubre del mateix any, poant el territori sota protectorat i sotmetent totes les disputes amb els veïns a l'arbitratge britànic; les tropes britàniques podrien creuar el territori i establir-hi un campament; aquesta darrera condició fou suprimida en un tractat renovat signat el juny de 1813. Jai Sing era un erudit autor de diverses obres i un patró de la literatura. El 1835 el va succeir el seu fill Vishwanath Singh que va morir el 1854 i el va succeir el seu fill Maharaja Raghuraj Singh.
En esclatar el motí el 1857 va donar suport a les tropes britàniques i va enviar dos mil soldats per garantir la pau als territoris veïns. Kunwar Singh, cap dels rebels de Dinapur, va intentar creuar el país però el tinent Osborne, l'agent polític, amb el suport de la població, el va rebutjar; també va refusar un atac dels amotinats de Nagod i Jubbulpore, i després el coronel Hinde, agafant la direcció del contingent de Rewa, va iniciar l'ofensiva i va netejar el Dècan de rebels. Pels seus bons serveis va rebre les parganes de Sohagpur i Amarkantak que havien caigut en mans dels marathes a l'inici del segle XIX. Va morir el 1880 i el va succeir el seu fill Maharaja Venkat Raman Singh, nascut el 1876, cavaller de l'orde de l'estrella de l'Índia el 1897.
Aquest va morir el 3 de novembre de 1918 i el va succeir el seu fill Ghulab Singh sota regència durant 4 anys de Sajjan Singh; fou declarat major d'edat el 31 d'octubre de 1922 i va obtenir el títol de Maharajadhiraja el 1930; fou deposat pels britànics el 30 de gener de 1946; el seu fill Martand Singh fou posat al tron, i va accedir a l'Índia l'1 de gener de 1950.

## Arqueologia
- Restes antigues destacades a Madhogarh, Rampur, Kundalpur, Amarpatan, Majholi, i Kakonsiha.
- Llacuna sagrada a Kevati Kund a la vora del riu Mahanadi; prop una inscripció en caràcters de vers 200 aC.
- Gurgi Masaun, a uns 20 km a l'est de Rewa (ciutat) té restes antics que mostren que fou una ciutat important i podria ser l'antiga Kausambhi. Un fort anomenat Rehuta, és atribuït a Kama Deo Chedi (1040-1070) i hi ha diversos temples bramànics.

- Temples de Baijnath

- Chandrehi a 2 km a l'est del riu Son, fou una ciutat gran; té un temple notable i un antic monestir, tot del segle XIII o XIV

- Mara, en molts mapes Muri, inclou tres grups de coves, anomenades de Buradan, Chhewar, i Ravan, d'entre els segles IV i IX, algunes amb escultures.

## Correus
El correu de l'estat fou introduït el 1864, portat per carters a peu. Les oficines britàniques de Correus van poder obrir delegacions després del 1884 i el 1901 hi havia 21 oficines britàniques de correu i 3 de telègraf (a Rewah, Satna i Umaria) a més de les que hi havia a les estacions de tren. Es van emetre una gran varietat de segells generals, court fee, Forests and customs, i altres entre 1904 i 1945.

## Bandera
Al final del segle XIX estava en ús una bandera groga amb una ma blanca al centre amb una flama vermella al palmell de la mà. Al segle XX la bandera era rectangular dividida horitzontalment en dos parts, groc sobre verd.

## Fams
Les darreres que van afectar l'estat foren el 1831, el 1868 i el 1897.

## Moneda
L'estat mai va emetre moneda de plata, únicament de coure, coneguda com a "bagga shahi" de les que 56 equivalien a una rupia britànica. La moneda britànica va substituir progressivament la local.

## Exèrcit i policia
L'exèrcit el formaven 1-1140 infants i 574 cavallers amb 13 canons. La policia regular era de 622 homes. Els vigilants de pobles s'escollien entre la casta kotwar.

## Llista de rages
- Maharaja Raja Bhira ?-1495
- Maharaja Shaktivan Deo (Salivahan Deo) 1495-1500
- Maharaja Bir Singh o Veer Singh 1500-1540
- Maharaja Birbhan Singh 1540-1555
- Maharaja Ram Chandra Singh 1555-1592
- Birbhadra Singh 1592-1593
- Maharaja Duryodhan Singh (regent?) 1593-1597
- Maharaja Vikramaditya 1593-1630
- Maharaja Amar Singh 1630-1643
- Maharaja Anup Singh 1643-1660
- Maharaja Bhao Singh 1660-1690
- Maharaja Anirudh Singh 1690-1700
- Maharaja Avduth Singh 1700-1755
- Maharaja Ajit Singh 1755-1809
- Maharaja Jai Singh 1809-1835
- Maharaja Vishwanath Singh 1835-1854
- Maharaja Raghuraj Singh Bahadur 1854-1880
- Maharaja Venkat Raman Ramanuj Prasad Singh Ju Deo Bahadur 1880-1918
- Maharaja Ghulab Singh Ju Deo Bahadur 1918-1946
- Sajjan Singh, regent 1818-1922
- Samrajya Maharajadhiraja Bandhresh Shri Maharaja Martand Singh Ju Deo Bahadur 1946-1949 (+1995)